# Shelburn (Indiana)
Shelburn est une commune du comté de Sullivan, situé dans l'Indiana, aux États-Unis. Sa population était de 1 252 habitants au dernier recensement.